# Christina Booth
Christina Maria Booth (1965) is een Brits zangeres. Zij werd geboren als Christina (Tina) Murphy en werd soms ook alleen aangeduid als Christina.

## Loopbaan
Booth begon haar loopbaan als zangeres in de muziekgroep Trippa. Leider van die band was Rob Reed. Rob Reed moest daarna op verzoek van liefhebbers van de progressieve rock zijn oude band Cyan weer opstarten. Daarbij schakelde hij af en toe Booth ook in. In 2001 richtten beiden de Welsh rockband Magenta op. In 2008 zong ze met onder anderen Clive Nolan in het project Caamora.
In de loop der jaren begon haar stem steeds meer te lijken op die van Annie Haslam van de jarenzeventigband Renaissance. Zelf zegt ze dat ze geïnspireerd werd door Kate Bush, Björk, Annie Lennox en Patti Smith.
Rond 2014 werd ze getroffen door borstkanker en het overlijden van haar ouders. Magenta kwam een tijd stil te liggen; wel verscheen het album The light, waarin ze probeerde de problemen van zich af te zingen. Ze werkte ook mee aan de liefdadigheids-cd Spectral mornings. 

## Discografie

### Solo
- 2010: Broken Lives and Bleeding Hearts
- 2015: The Light

### Trippa
- 1998: Where Are You (ep, Blue Silver Records)
- 2007: Sorry (cd, Tigermoth Records)

### Magenta
- zie aldaar

### Caamora
- 2008: She
- 2008: Journey's End